# Вишняковский сельский совет (Хорольский район)
Вишняковский сельский совет (укр. Вишняківська сільська рада) — входит в состав
Хорольского района
Полтавской области
Украины.
Административный центр сельского совета находится в 
с. Вишняки.

## Населённые пункты совета
- с. Вишняки
- с. Вербино
- с. Демина Балка
- с. Костюки
- с. Павленки